# 芒特弗农 (南达科他州)
芒特弗农（英語：Mount Vernon），是美国南达科他州下属的一座城市。根据2010年美国人口普查，该市有人口466人。论人口在本州排行第123。